# Riluzol
Riluzol (riluzole, ATC N 07 XX 02) – organiczny związek chemiczny, lek będący pochodną benzotiazolu, o nie do końca wyjaśnionym mechanizmie działania, stosowany w leczeniu stwardnienia zanikowego bocznego.

## Mechanizm działania
Riluzol hamuje uwalnianie glutaminianu, dezaktywuje zależne od napięcia kanały sodowe (zwłaszcza typu TTX-S) oraz wysokonapięciowe kanały wapniowe, ma wpływ na procesy wewnątrzkomórkowe będące efektem związania neuroprzekaźników z receptorami aminokwasów. Lek hamuje presynaptyczne uwalnianie aminokwasów pobudzających: asparaginianu i glutaminianu (w stężeniach mikromolarnych), a także kwasu γ-aminomasłowego (GABA) i glicyny. Riluzol hamuje wychwyt neuronalny dopaminy, GABA i glutaminianu, nie wpływa na wychwyt asparaginianu. Zmniejsza efekty będące następstwem stymulacji receptorów dla aminokwasów pobudzających. W badaniach na doświadczalnych modelach uszkodzenia komórek nerwowych in vivo wykazano, że riluzol wywiera także działanie neuroprotekcyjne. Nie określono, który z tych mechanizmów działania riluzolu odpowiada za efekty wywierane przez lek u pacjentów ze stwardnieniem zanikowym bocznym. Poprzez hamowanie uwalniania glutaminianu riluzol powoduje rozluźnienie mięśni i sedację. Wykazuje też właściwości przeciwdrgawkowe.

## Farmakokinetyka
Riluzol dobrze wchłania się po podaniu doustnym. Jego dostępność biologiczna wynosi około 60%. Tłuszcze zmniejszają wchłanianie riluzolu. T1/2 leku wynosi 9–15 godzin. Lek w 97% wiąże się z białkami osocza. Ulega kumulacji: stan stacjonarny osiąga w ciągu 5 dni. Metabolizm riluzolu następuje w wątrobie przy udziale cytochromu P450 – riluzol jest sprzęgany z kwasem glukuronowym. Wydalany głównie z moczem, częściowo z żółcią. Niewydolność wątroby i(lub) nerek upośledza wydalanie leku i powoduje zwiększenie jego stężenia w surowicy. Palenie tytoniu powoduje szybszą eliminację leku z ustroju. Riluzol jest szybciej metabolizowany u mężczyzn.

## Wskazania
Wskazaniem do stosowania riluzolu jest leczenie pacjentów ze stwardnieniem zanikowym bocznym – wykazano, że podawanie leku wydłuża przeżycie i(lub) opóźnia wystąpienie niewydolności oddechowej. Riluzol nie likwiduje objawów, które wystąpiły przed podaniem leku, częściowo hamując dalszy rozwój choroby. W badaniach klinicznych z grupą kontrolną stwierdzono wydłużenie średniego przeżycia o około 2-3 miesiące.

## Przeciwwskazania
- ciężka nadwrażliwość na którykolwiek ze składników preparatu
- upośledzenie czynności wątroby
- zwiększenie aktywności aminotransferaz trzykrotnie powyżej górnej granicy normy
- ciąża
- okres karmienia piersią.

Należy zachować ostrożność u chorych z zaburzeniami czynności wątroby w wywiadzie lub z nieznacznym zwiększeniem aktywności enzymów wątrobowych (AST i ALT do poziomu trzykrotnej górnej granicy normy) lub zwiększeniem stężenia bilirubiny i(lub) aktywności gammaglutamylotranferazy. Przekroczenie prawidłowych wartości wykazane w kilku badaniach (zwłaszcza stężenia bilirubiny) jest przeciwwskazaniem do dalszego stosowania riluzolu. Podczas leczenia należy oznaczać aktywność aminotransferaz (przez pierwsze 3 miesiące co miesiąc, następnie co 3 miesiące, po roku okresowo). W przypadku 5-krotnego zwiększenia ich aktywności w stosunku do górnej granicy normy należy zaprzestać leczenia. Nie ustalono skuteczności i bezpieczeństwa stosowania u dzieci. Nie zaleca się stosowania u osób z zaburzeniami czynności nerek, ze względu na brak badań z wielokrotnym dawkowaniem w tej grupie chorych. Wystąpienie gorączki u pacjenta może świadczyć o neutropenii, należy wówczas wykonać morfologię krwi i w razie potwierdzenia neutropenii odstawić lek.

## Interakcje
W przeprowadzonych badaniach nie stwierdzono istotnych interakcji z innymi lekami. Ponieważ riluzol jest metabolizowany przez CYP1A2, induktory tego enzymu mogą nasilać jego metabolizm.

## Działania niepożądane
Najczęstszymi objawami ubocznymi stosowania leku są: osłabienie, nudności i wymioty, zawroty głowy, biegunka, zaparcia, bóle brzucha, zapalenie płuc, parestezje wokół ust, brak łaknienia, senność, zwiększenie aktywności enzymów wątrobowych. Rzadko występują zaburzenia oddechowe, trudności w połykaniu, objawy grypopodobne, zatrzymanie czynności serca, zapalenie oskrzeli. Bardzo rzadko stwierdzano reakcje pseudoanafilaktyczne, obrzęk naczynioruchowy albo zapalenie trzustki. W przypadku przedawkowania riluzolu występuje methemoglobinemia; w takich wypadkach należy zastosować leczenie objawowe i podtrzymujące.

## Ciąża i laktacja
Kategoria C. Nie należy stosować w ciąży i w okresie karmienia piersią.

## Dawkowanie
Lek podaje się w dawce 50 mg p.o. co 12 godzin.

## Preparaty
- Rilutek ®.